# Zamia pseudoparasitica
Zamia pseudoparasitica — вид голонасінних рослин класу Саговникоподібні (Cycadopsida).
Етимологія: з посиланням на епіфітне існування виду.

## Опис
Рослини епіфітні з деревовидим стеблом, 1 м в довжину і 15 см діаметром. Листків 3–10, 1–3 м завдовжки; черешок безостий, 0,3–1 м завдовжки; хребет безостий, з 20–50 парами листових фрагментів. Листові фрагменти сіро-зелені, шкірясті, оберненоланцетовиді, гострі на вершині, поля цілі, середні — 30–50 см завдовжки, 2–4 см шириною. Пилкові шишки від кремових до жовтувато-коричневих, циліндричні, 25–50 см завдовжки і 2–4 см діаметром. Насіннєві шишки від жовто-зелених до жовто-коричневих, від циліндричних до яйцевидо-циліндричних, довжиною 25–50 см, 8–12 см діаметром. Насіння жовте, саркотеста стає клейкою, завдовжки 1,5–2,5 см, 1–1,5 діаметром. 2n = 16.

## Поширення, екологія
Цей вид є ендеміком Панами, де росте в провінціях Бокас-дель-Торо, Кокле, Колон і Верагуас. Живе на висотах від 50 до 1000 м на крутих схилах в дощових лісах і хмарних лісах. Здається, обмежується незайманими лісами, можливо, тому що не може утвердитися у вторинних. Це єдиний по-справжньому епіфітний представник ряду.

## Загрози й охорона
Цей вид потерпає від руйнування місця існування в результаті дорожнього будівництва, будівництва жител і в результаті лісозаготівель.